# Аспарухово (район)
Вижте пояснителната страница за други значения на Аспарухово.
Район „Аспарухово“ на община Варна е създаден от Народното събрание със Закона за териториалното деление на Столичната община и големите градове.
Намира се в южната част на Варна. Обхваща няколко квартала – Аспарухово, Дружба-Аспарухово, Розова долина, Галата, Зеленика, Боровец (север и юг), Ракитника, Фичоза и няколко селищни образувания / местности / вилни зони – Вилите, Кантара, Прибой, Лазур, Орехчето, Чигана, Патрабана и Мимишона. Районната администрация е в кв. Аспарухово, а районното техническо бюро е със седалище в кв. Галата.
Той е най-големият по площ район на България, но най-малкият по население.
В района живеят около 27 000 жители. На територията му се намират поликлиника, онкодиспансер, банкови офиси, две църкви и три параклиса, читалища, данъчна служба, полицейско управление, служба „Пожарна и аварийна безопасност“, бюро за социално подпомагане, както и пет училища, четири детски градини и две детски ясли.